# Globoko (gmina Radovljica)
Globoko – wieś w Słowenii, w gminie Radovljica. W 2018 roku liczyła 37 mieszkańców.